# میدووود (پنسیلوانیا)
میدووود (به انگلیسی: Meadowood) یک منطقهٔ مسکونی در ایالات متحده آمریکا است که در شهرستان باتلر، پنسیلوانیا واقع شده‌است. میدووود ۴٫۰۹ کیلومتر مربع مساحت و ۲٬۶۹۳ نفر جمعیت دارد و ۳۹۶٫۲۴ متر بالاتر از سطح دریا واقع شده‌است.